# Loire-Nieuport LN 401
Le Loire-Nieuport LN 401 est un avion bombardier en piqué construit par Loire-Nieuport à partir de 1938. Surnommé le « stuka français », il subit de très lourdes pertes lors de la Seconde Guerre mondiale. Ayant pour mission le bombardement, il opérait le plus souvent face à une défense anti-aérienne puissante.

## Historique
Effectuant son premier vol en juin 1938, le premier prototype du bombardier en piqué Loire-Nieuport 401 était un monoplan à aile basse en M inversé et dérivé du LN 140, de construction entièrement métallique. Durant les essais officiels, on apporta des modifications au niveau du fuselage et l'on supprima son système de freins aérodynamiques qui fut remplacé par l'ouverture des roues en piqué. 7 exemplaires de présérie furent commandés par l'aéronavale. Puis une seconde commande fut passée portant sur 15 exemplaires. La dernière commande fit l'objet de 36 appareils acquis en 1939 par l'Aéronavale. Au cours de la même année, l'armée de l'Air acheta une quarantaine de LN.411 qui ne se différenciaient des précédents que par l'abandon du système de repliage des ailes ainsi que de quelques équipements spécifiques.
Vers 1938-1939, l’armée de l’air a pour projet de former à partir de la 19e escadre de bombardement de Bordeaux, deux escadres, représentant quatre groupes de bombardement en piqué, avec le nouvel avion LN.411. Elle crée pour cela un nouvel aérodrome au Breuil situé près de Vendôme, mais l'occupation allemande en décidera autrement.
Après les affrontements de 1940, 24 LN 401 et LN 411 furent assemblés à partir d'éléments déjà construits à Châteauroux à partir de mars 1942. Transférés à Hyères, 12 d'entre eux furent saisis par les Allemands en novembre 1942. Les autres, qui avaient été envoyés à Bizerte-Karouba en Tunisie, y furent détruits, en même temps que d'autres machines, lors des raids aériens alliés de 1943.
La production globale des deux modèles atteignit une centaine d'exemplaires. Loire-Nieuport construisit en un seul exemplaire : le LN 402 et un LN 42. Ce dernier prit l'air à Toussus-le-Noble le 24 août 1945 mais il fut mis à la ferraille en 1947 étant dépassé.

## Caractéristiques
Le LN 401 avait été conçu spécialement pour l'aéronavale, afin de servir sur le porte-avions Béarn. Ainsi il disposait d'un système de repliage des ailes. Les jambes principales du train s'escamotaient dans des nacelles d'intrados. Lors de l'attaque, les freins aérodynamiques étaient assurés par l'ouverture du train d'atterrissage en piqué. Elle se faisaient en semi-piqué sous un angle compris entre 60 et 45° de 1 200 m à 300 m avec ressource. La bombe qu'emportait cet avion était suspendue sous le fuselage à une fourche qui permettait le largage en évitant de heurter l'hélice.

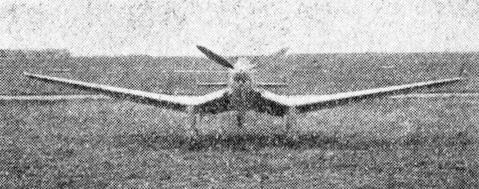
Vue de face
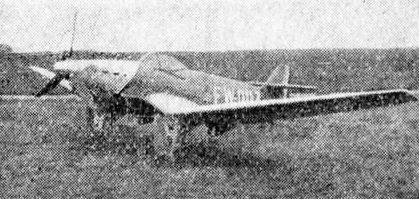
Vue trois-quarts

## Engagement
4 LN.401 de présérie furent confiés à l'escadrille AC1 de l'Aéronavale pendant l'été de 1939, les appareils de série étant versés dans les escadrilles AB2 et AB4. L'armée de l'air céda ensuite ses LN.411 à la Marine, l'escadrille AB4 étant entièrement transformée sur ce type d'appareil en avril 1940. Lors des missions effectuées les 19 et 20 mai 1940, ces deux unités qui engageaient 23 appareils devaient perdre 11 de leurs avions, 11 autres étant endommagés ; tous par la Flak. En effet, le 19 mai 1940, 20 appareils bombardèrent une colonne blindée d'éléments des 7e et 5e Panzer Divisions à Berlaimont : 10 avions furent abattus et les 10 autres endommagés. Le lendemain, trois appareils furent envoyés détruire le pont d'Origny-Sainte-Benoite (conjointement avec 11 Vought 156F de l'escadrille AB1 qui, plus rapides, distancèrent les LN 401 et furent interceptés par la chasse allemande avant d'atteindre l'objectif) : les LN 401 passèrent inaperçus et bombardèrent le pont au prix d'un avion abattu et d'un autre endommagé. Les survivants furent repliés sur Hyères où, avec quelques appareils reçus en complément, ils accomplirent plusieurs sorties de reconnaissance et d'escorte de convois face aux Italiens. Dans la nuit du 17 au 18 juin, 13 machines bombardèrent des navires italiens dans le port d'Imperia. Les derniers avions furent rapatriés en Afrique du Nord le 25 juin afin d'être retirés des premières lignes et stockés.

## Versions

### Appareil de série
- LN.401 : équipé d'un moteur Hispano-Suiza 12Xcrs de 12 cylindres en V de 690 ch (515 kW), pour la marine.
- LN.411 : même motorisation que le LN.401 mais avec des ailes non repliables. Version pour l'armée de l'air, mais utilisée par la marine.

### Appareil resté au stade expérimental
- LN.402 : équipé d'un moteur Hispano-Suiza 12Y-31 de 860 ch.
- LN.42 : doté d'une voilure nouvelle raccourcie et d'un Hispano-Suiza 12Y-51 de 1 100 ch (820 kW)